# گئورگ قاریبجانیان
گئورگ باگراتی قاریبجانیان (ارمنی: Գևորգ Բագրատի Ղարիբջանյան؛  زادهٔ ۵ مهٔ ۱۹۲۰ - درگذشته ۲۸ دسامبر ۱۹۹۹) مورخ در زمینه تاریخ ارمنستان، سیاستمدار، علوم ادبی، آکادمیسین اهل ارمنستان بود.

## زندگی‌نامه
وی در ۵ مهٔ ۱۹۲۰ در آلکساندراپول به دنیا آمد و مدرسه ابتدایی شماره ۱۹ نیکول آقابالیان دانشکده تاریخ دانشگاه دولتی ایروان (۱۹۴۱) فارغ‌التحصیل گشت. وی در حزب کمونیست ارمنستان (اتحاد شوروی)، دانشگاه دولتی ایروان، دانشگاه ملی پلی‌تکنیک ارمنستان و دانشگاه پزشکی دولتی ایروان فعالیت می‌کرد. وی عضو اتحادیه نویسندگان اتحاد شوروی از ۱۹۷۴، فرهنگستان ملی علوم ارمنستان از ۱۹۶۵، اتحادیه روزنامه‌نگاران اتحاد شوروی از ۱۹۶۰ و انجمن فلسفی روسیه? از ۱۹۷۵؟ بود. همچنین برندهٔ جوایزی همچون دانشمند شایسته ارمنستان شوروی (۱۹۶۸)، شهروند افتخاری گیومری (۱۹۶۸)، مدال خاچاطور آبوویان، نشان جنگ میهنی (درجه یک و درجه دو (۱۹۸۵))، نشان پرچم سرخ کار (۱۹۶۰ و ۱۹۶۶)، نشان دوستی خلق (۱۹۸۰)، نشان برجسته افتخار (۱۹۷۱)، و مدال شجاعت (روسیه) (۱۹۴۶) شده است. وی در ۲۸ دسامبر ۱۹۹۹ در سن ۷۹ سالگی در ایروان درگذشت و در آرامستان مرکزی ایروان (توخماخ) به خاک سپرده شد.

## یادداشت
1. ↑  ԽՍՀՄ գերագույն խորհրդի պատգամավոր
2. ↑  Candidate of Historical Sciences
3. ↑  պատմական գիտությունների դոկտոր
4. ↑  Գեորգի Դիմիտրովի շքանշան
5. ↑  Ս. Ի. Վավիլովի անվան ոսկե մեդալ
6. ↑  Rossiĭskoe filosofskoe obshchestvo

## نگارخانه

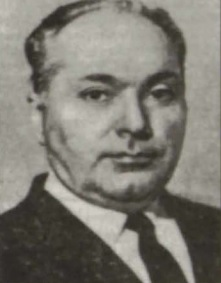

- پرونده:Գևորգ Ղարիբջանյան.jpeg